# Agave parrasana
Espèce
Synonymes
- Agave wislizeni subsp. parrasana (A. Berger) Gentry[1], 1975

Agave parrasana est une espèce de plante de la famille des Asparagaceae (sous-famille des Agavoideae) et du genre des Agaves.

## Description

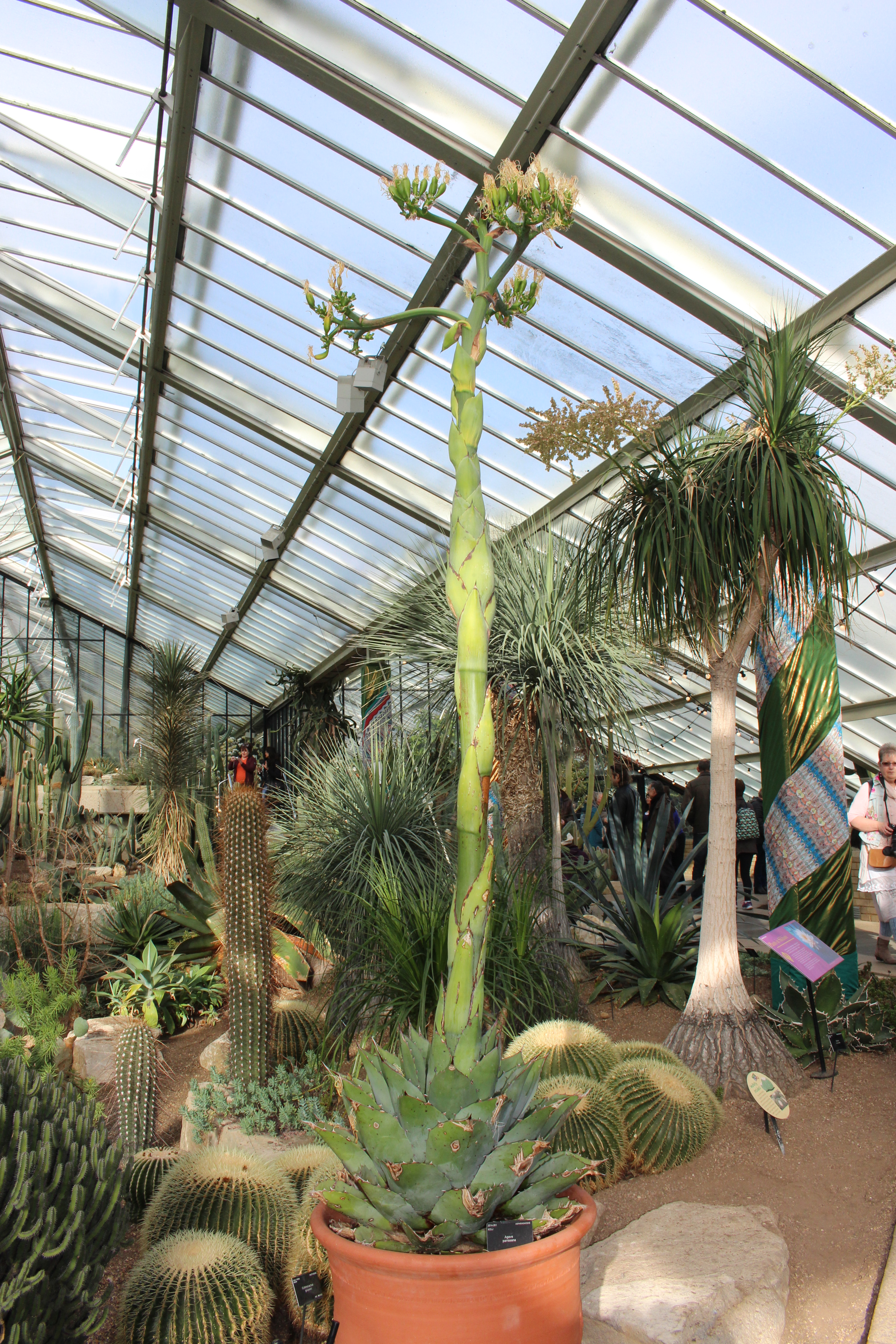
Spécimen dAgave parrasana des Kew Gardens développant sa spectaculaire hampe florale.

Plante succulente à croissance lente, Agave parrasana se présente sous la forme d'une rosette compacte de feuilles vert-gris ou bleu-vert, charnues, finissant par des épines rouges. Elle mesure en moyenne environ 60 cm de largeur et de hauteur mais peut atteindre le mètre de diamètre. De manière occasionnelle, la plante produit une remarquable hampe florale pouvant mesurer jusqu'à 6 mètres de hauteur, portant une fleur rouge à l'ouverture virant au jaune avec le temps, signalant la fin de la floraison.
L'espèce a été initialement décrite en 1906 par le botaniste allemand Alwin Berger puis a été identifiée formellement comme espèce à part entière en 1975 par Howard Scott Gentry.

## Distribution et habitat
Découverte dans l'État de Chihuahua au Mexique pour l'holotype, l'espèce est présente dans l'ensemble du nord-est du Mexique (à l'est de la Sierra Madre occidentale) et une partie de la Mésoamérique.

## Synonyme et cultivar
L'espèce présente un synonyme :
- Agave wislizeni subsp. parrasana (A. Berger, 1906 ; Gentry, 1975)